# Площадь Толстого (Ростов-на-Дону)
Площадь Толстого — одна из площадей Ростова-на-Дону, находящаяся в Пролетарском районе города.
Площадь Толстого — одна из четырёх площадей Ростова-на-Дону, окружающих Нахичеванский рынок. Она тянется в северо-западном направлении от примыкающей к ней площади Свободы до улицы 26-я линия, и её длина составляет около 350 метров. Также вокруг Нахичеванского рынка расположены площадь Карла Маркса и Базарная площадь.

## История
До 1908 года площадь называлась Полицейской, с 1908 года и по настоящее время носит имя Л. Н. Толстого и названа так по инициативе Нахичеванской городской думы в честь восьмидесятилетия знаменитого писателя.
На площади находилась церковь во имя Святого благоверного князя Александра Невского — православный храм, построенный в 1896 году и уничтоженный в 1937 году.

## Достопримечательности
На площади расположены:
- Армянская церковь Сурб Арутюн (дом № 2В).
- Дом, в котором с 1915 по 1920 год жил художник А. А. Арцатбанян (дом № 3).
- Доходный дом Когбетлиева (также относится к площади Свободы).

Между площадью Толстого и площадью Карла Маркса находится сквер, где имеются Вечный огонь и памятник спортсмену-борцу Вартересу Самургашеву.

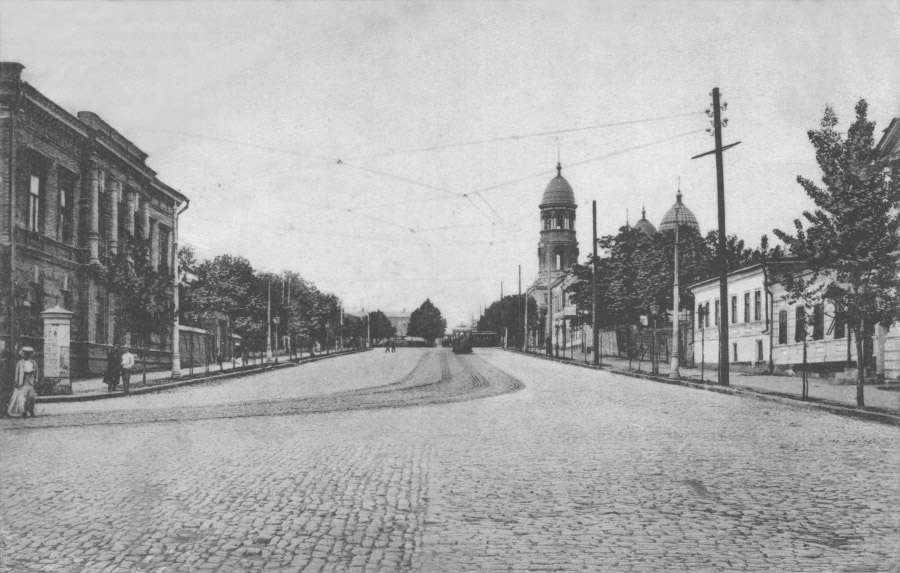
Площадь Толстого и церковь Александра Невского (справа)
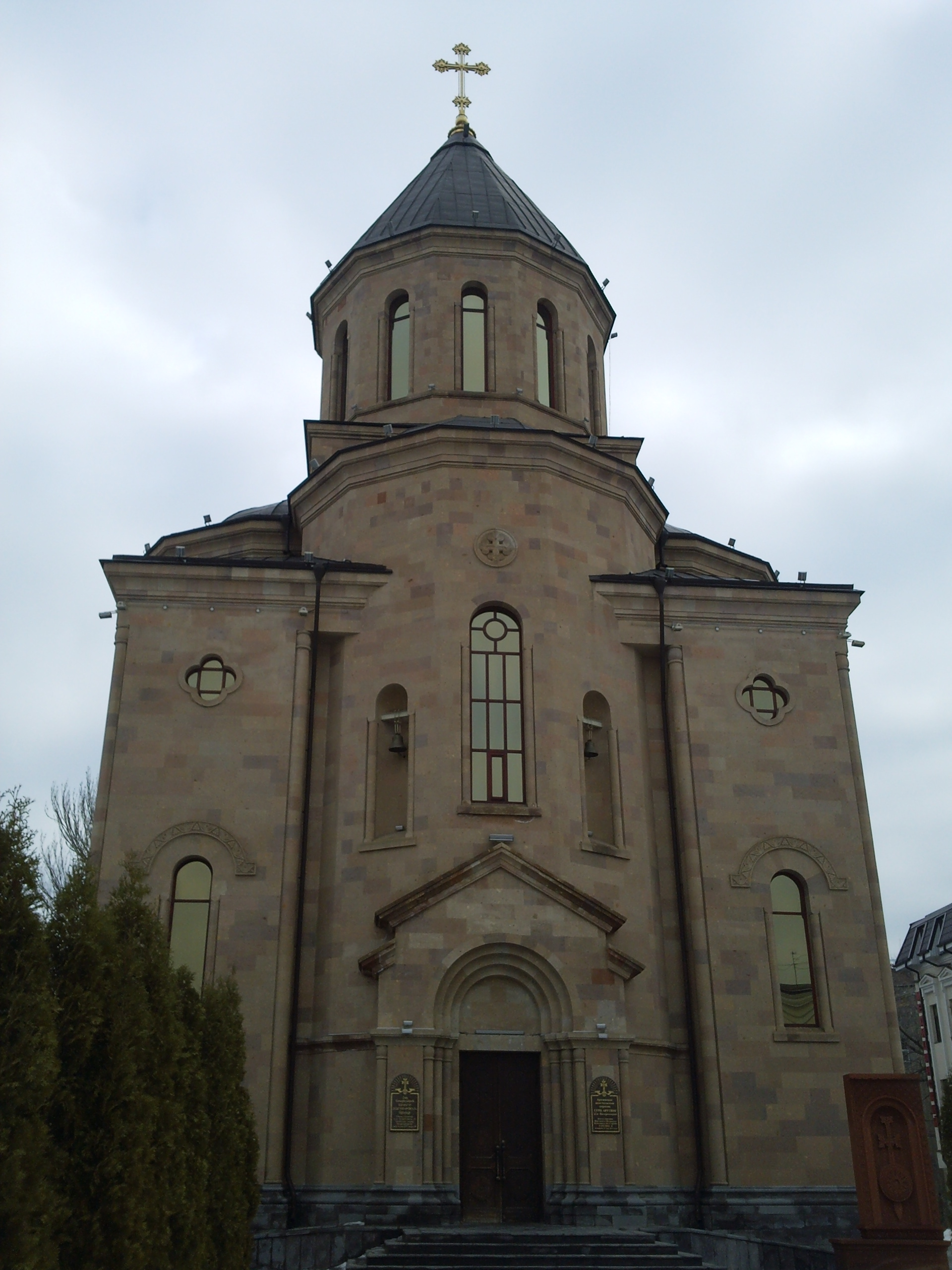
Церковь Сурб Арутюн